# Debub Omo
Debub Omo är en zon i Etiopien.   Den ligger i regionen Ye Debub Biheroch Bihereseboch na Hizboch, i den sydvästra delen av landet, 500 km sydväst om huvudstaden Addis Abeba.